# Goderville

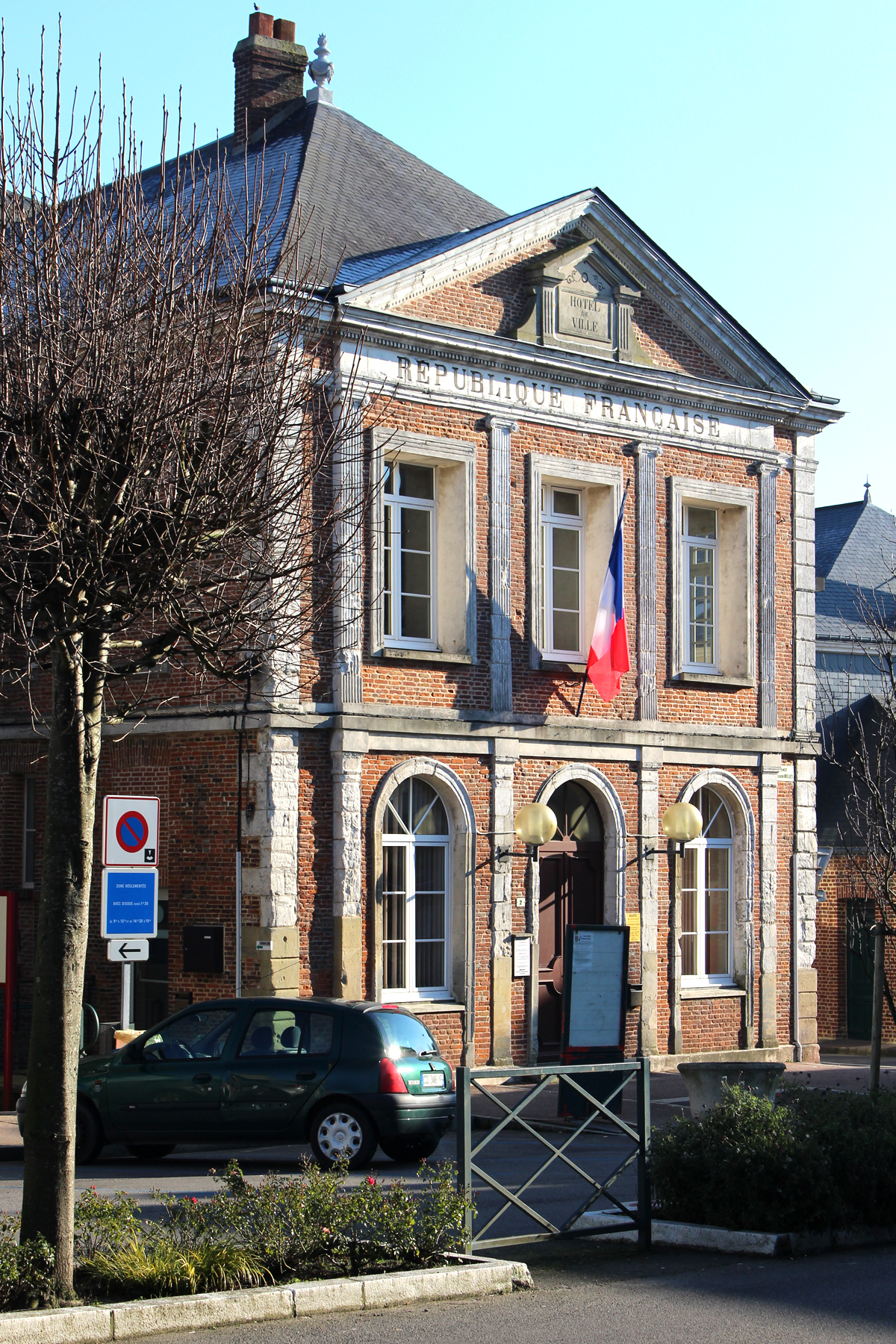
Gemeentehuis van Goderville

Goderville is een gemeente in het Franse departement Seine-Maritime (regio Normandië) en telt 2281 inwoners (1999). De plaats maakt deel uit van het arrondissement Le Havre.

## Geografie
De oppervlakte van Goderville bedraagt 8,0 km², de bevolkingsdichtheid is 285,1 inwoners per km².
De onderstaande kaart toont de ligging van Goderville met de belangrijkste infrastructuur en aangrenzende gemeenten.

## Demografie
Onderstaande figuur toont het verloop van het inwonertal (bron: INSEE-tellingen).